# August Jacob Georg Howaldt

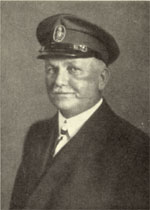
A.J.Georg Howaldt

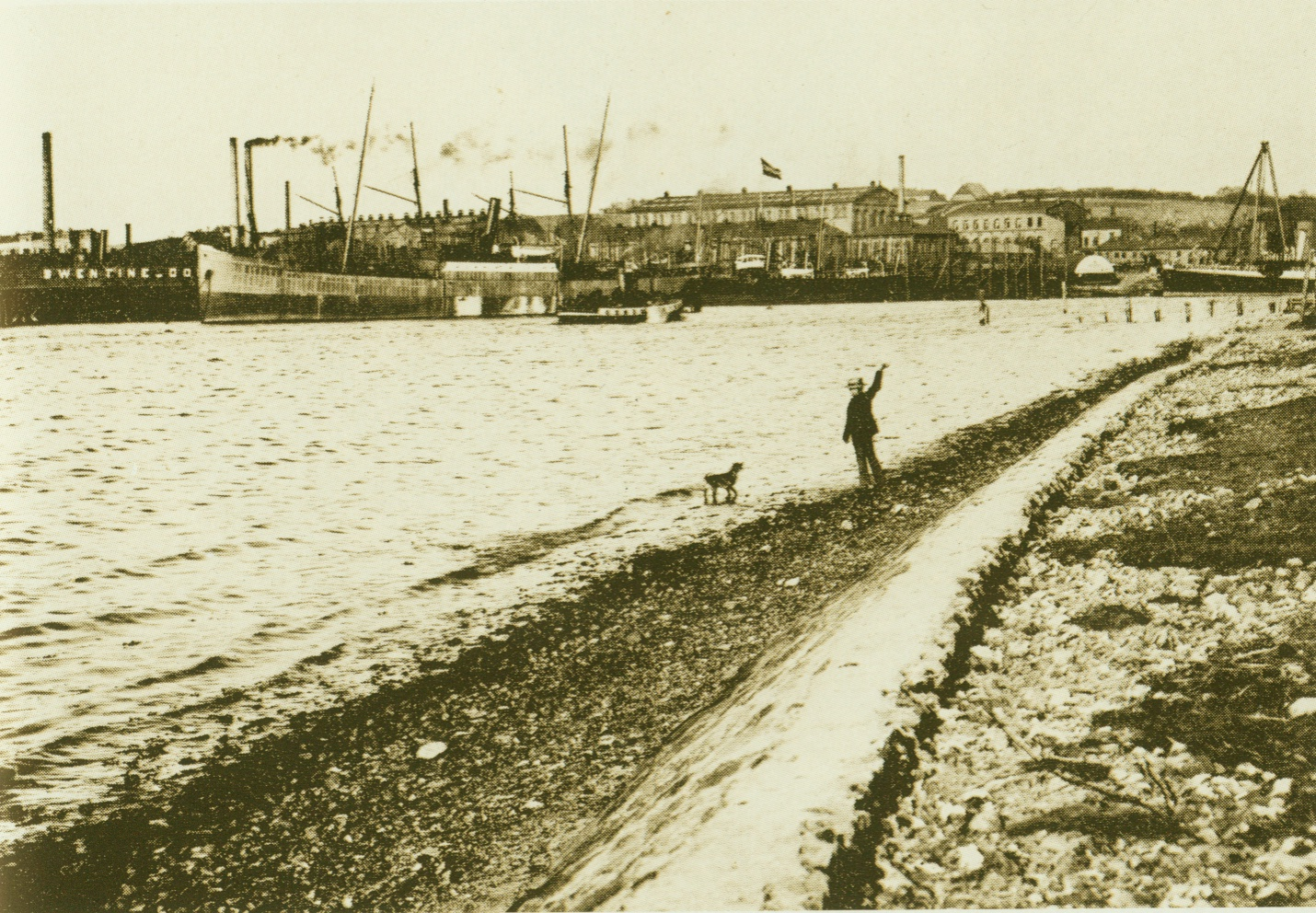
Howaldtswerke 1894

August Jacob Georg Howaldt (* 23. Juli 1870 in Kiel-Gaarden; † 10. Mai 1937 in Hamburg) war ein deutscher Schiffbauer und Unternehmer aus der norddeutschen Unternehmerfamilie Howaldt.

## Leben
Georg Howaldt wurde als Sohn des Werftgründers Georg Howaldt geboren und erlernte nach Besuch der Kieler Gelehrtenschule den Schiff- und Maschinenbau bei den Howaldtswerken in Kiel, studierte dann 1890–92 Ingenieurwesen an der Technischen Hochschule zu Karlsruhe, der Friedericiana, wo er Mitglied des Corps Frisia, des heutigen Corps Friso-Cheruskia Karlsruhe wurde. Nach der Wehrzeit als Einjährig-Freiwilliger (1892–93) setzte er das Studium an der Technischen Hochschule Charlottenburg fort.
1894 wurde er Betriebsingenieur, später Prokurist und war bis 1910 Vorstand der Howaldtswerke AG (heute: HDW). Von 1900 bis 1910 war er k.u.k. österreichischer Konsul in Kiel. Er gehörte dem Kreistag zu Bordesholm an und wurde 1910 Mitglied des Provinziallandtages Schleswig-Holstein. Ab 1912 war er Geschäftsführer der Deutschen Schiffswerften-Vereinigung zu Hamburg. Am Ersten Weltkrieg nahm er als Soldat von 1914 bis 1916 teil.
Er heiratete am 5. März 1895 in Karlsruhe Clara Schwindt, Tochter des Fabrikanten Louis Schwindt und dessen Ehefrau Amalie Gerbracht. Aus der Ehe gingen fünf Kinder hervor.